# Remetevasgyár
Remetevasgyár (szlovákul Remetské Hámre) község Szlovákiában, a Kassai kerület Szobránci járásában.

## Fekvése
Szobránctól 12 km-re északra, az Okna-patak partján található.

## Története
A Felsőremete határában, a Sztáray család által 1828-ban alapított vasgyártelep a Remetevasgyár nevet kapta. A 18. században elődje vasolvasztó telep volt, innen a neve.
A trianoni diktátumig Ung vármegye Szobránci járásához tartozott, majd az újonnan létrehozott csehszlovák államhoz csatolták. 1939 és 1945 között ismét Magyarország része.

## Népessége
| Év:            | 1994. | 2004.   | 2014.   | 2024.   |
| -------------- | ----- | ------- | ------- | ------- |
| Emberek száma: | 704   | 658     | 598     | 542     |
| Eltérés:       |       | -6,53 % | -9,11 % | -9,36 % |

| Év:            | 2023. | 2024.   |
| -------------- | ----- | ------- |
| Emberek száma: | 553   | 542     |
| Eltérés:       |       | -1,98 % |

1880-ban 625 lakosából 577 magyar és 9 szlovák anyanyelvű volt.[forrás?]
1890-ben 608 lakosából 36 magyar és 510 szlovák anyanyelvű volt.
1900-ban 779 lakosából 59 magyar és 660 szlovák anyanyelvű volt.
1910-ben 697 lakosából 49 magyar és 601 szlovák anyanyelvű volt.
1921-ben 647 lakosából 52 magyar, 28 orosz, 542 csehszlovák, 7 egyéb és 18 állampolgárság nélküli volt. Ebből 435 római katolikus, 161 görögkatolikus, 29 izraelita, 20 evangélikus, 2 református vallású volt.
1930-ban 756 lakosából 14 magyar, 33 zsidó, 29 ruszin, 11 német, 617 csehszlovák, 1 egyéb nemzetiségű és 51 állampolgárság nélküli volt. Ebből 517 római katolikus, 186 görögkatolikus, 40 izraelita és 13 evangélikus vallású volt.
1941-ben 917 lakosa volt.[forrás?]
1970-ben 947 lakosából 1 magyar és 941 szlovák volt.
1980-ban 826 lakosából 822 szlovák volt.
1991-ben 673 lakosából 668 szlovák volt.
2001-ben 686 lakosából 673 szlovák és 1 magyar volt.
2011-ben 633 lakosából 608 szlovák, 4 ruszin, 3 cigány, 2 cseh, 1 lengyel és 15 ismeretlen nemzetiségű volt.

## Nevezetességei
- Határában, a 860 m magasan fekvő vulkanikus kráterben található a Tengerszem-tó.
- Környéke üdülőterület, mely bővelkedik természeti szépségekben.